# (29505) 1997 WV44
A (29505) 1997 WV44 a Naprendszer kisbolygóövében található aszteroida. A LINEAR projekt keretében fedezték fel 1997. november 29-én.